# Teoria de Lie
Em termos gerais, a Teoria de Lie é uma ferramenta para estudar equações diferenciais, funções especiais e perturbação especial e é um mapa da álgebra de Lie de um grupo de Lie para o grupo que permite recuperar a estrutura do grupo local a partir da álgebra de Lie, utilizada em muitas áreas da matemática pura e aplicada  e física matemática.
Na matemática, o investigador Sophus Lie iniciou linhas de estudos envolvendo integração de equações diferenciais, grupos de transformação e contato de esferas que passaram a ser chamadas de Teoria de Lie. Por exemplo, o último assunto é geometria da esfera de Lie. Este artigo aborda os grupos de transformação, que é uma das áreas da matemática, e foi desenvolvido por Wilhelm Killing e Élie Cartan.
O fundamento da Teoria de Lie é o mapa exponencial que relaciona as álgebras de Lie com os grupos de Lie, que é chamado de correspondência de grupo de Lie-álgebra. O assunto é parte da geometria diferencial, uma vez que os grupos de Lie são coletores diferenciáveis. Os grupos de Lie evoluem para fora da identidade (1) e os vetores tangentes para subgrupos de um parâmetro geram a álgebra de Lie. A estrutura de um grupo de Lie está implícita em sua álgebra e a estrutura da Álgebra de Lie é expressa por sistemas de raiz e dados raiz.
A teoria de Lie tem sido particularmente útil na física matemática, uma vez que descreve importantes grupos físicos como o grupo galileu, o grupo Lorentz e o grupo Poincaré.

## Teoria elementar de Lie
Os grupos de um parâmetro são a primeira instância da teoria de Lie. O caso compacto surge através da fórmula de Euler no plano complexo. Outros grupos de um parâmetro ocorrem no plano do número complexo-dividido como a hipérbole da unidade
{\displaystyle \lbrace \exp(jt)=\cosh(t)+j\sinh(t):t\in R\rbrace ,}
E no plano do número duplo como a linha {\displaystyle \lbrace \exp(\varepsilon t)=1+\varepsilon t:t\in R\rbrace .} Nesses casos, os parâmetros da álgebra de Lie têm nomes: ângulo, ângulo hiperbólico, e declive. Usando o "ângulo" apropriado e um vetor radial, qualquer um desses planos pode receber uma decomposição polar. Qualquer uma dessas decomposições, ou renderizações da álgebra de Lie, pode ser necessária para renderizar a subalgebra de Lie de uma matriz real de 2 × 2.
Existe um grupo clássico de três parâmetros e um grupo de álgebra clássico: os quaternões de comprimento da unidade que podem ser identificados com a 3-esfera. A álgebra de Lie é o subespaço dos vetores de quaternion. Uma vez que o comutador ij − ji = 2k, o suporte de Lie nesta álgebra é o dobro do produto cruzado da análise de vetores comuns.
Outro exemplo elementar de 3 parâmetros é dado pelo grupo Heisenberg e sua álgebra de Lie. Os tratamentos padrão da teoria de Lie geralmente começam com os grupos clássicos.

## História e escopo
As expressões iniciais da Teoria de Lie são encontradas em livros compostos por Sophus Lie com Friedrich Engel e Georg Scheffers de 1888 a 1896.
Nos primeiros trabalhos de Lie, a ideia era construir uma teoria de grupos contínuos, para complementar a teoria dos grupos discretos que se desenvolveram na teoria das formas modulares, nas mãos de Felix Klein e Henri Poincaré. A aplicação inicial que Lie tinha em mente era a teoria das equações diferenciais. No modelo da teoria de Galois e das equações polinomiais, a concepção motriz era de uma teoria capaz de unificar, pelo estudo da simetria, toda a área das equações diferenciais ordinárias.
De acordo com o historiador Thomas W. Hawkins, foi Élie Cartan que fez da teoria de Lie o que é:
Enquanto Lie tinha muitas ideias férteis, Cartan era o principal responsável pelas extensões e aplicações de sua teoria que o tornaram um componente básico da matemática moderna. Foi ele quem, com alguma ajuda da Weyl, desenvolveu as ideias seminal, essencialmente algébricas de Matar na teoria da estrutura e representação de álgebras semeimples de Lie que desempenha um papel tão fundamental na atual teoria da Lie. E, embora Lie considerasse as aplicações de sua teoria à geometria, foi Cartan quem realmente as criou, por exemplo através de suas teorias de espaços simétricos e generalizados, incluindo todos os aparelhos auxiliares (molduras móveis, formas diferenciais externas, etc.)

## Aspectos da teoria de Lie
A teoria de Lie é frequentemente construída com base em um estudo dos grupos algébricos lineares clássicos. Os ramos especiais incluem grupos Weyl, grupos Coxeter e edifícios. O assunto clássico foi estendido para Grupos de tipo Lie.
Em 1900, David Hilbert desafiou os teóricos de Lie com o Quinto Problema apresentado no Congresso Internacional de Matemáticos em Paris.